# Jatrochemia

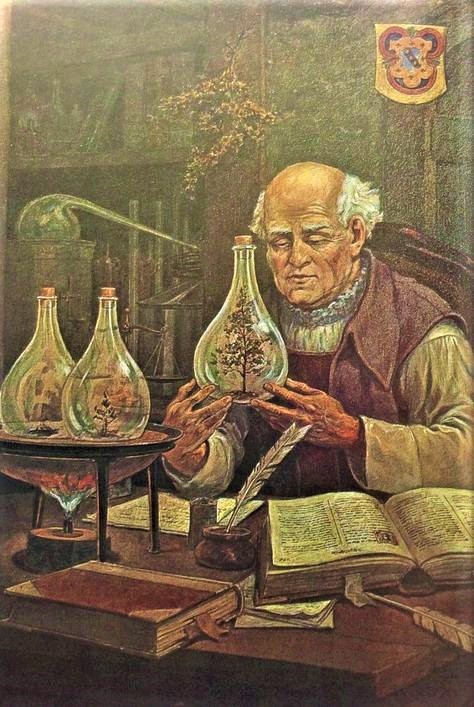
Mężczyzna przedstawiony na ilustracji jest jatrochemikiem i przygotowuje substancje lecznicze.

Jatrochemia (gr. iatrós – lekarz, chemia), chemjatria, alchemia lekarska – kierunek panujący w alchemii od XVI do XVIII wieku, mówiący, że głównym zadaniem chemii jest odkrywanie nowych leków. Czołowym propagatorem jatrochemii był Paracelsus. Wprowadził on do lecznictwa alkohol, sole arsenu, miedzi, ołowiu i srebra oraz opracował reguły dawkowania leków.